# Ловетт, Джозефина
Джозефи́на Ло́ветт (англ. Josephine Lovett, урождённая — Шоу англ. Shaw; 21 октября 1877 года, Сан-Франциско, Калифорния, США — 17 сентября 1958 года, Ранчо Санта-Фе, Калифорния, США) — американская сценаристка и актриса. Номинантка на премию «Оскар» в номинации «Лучший адаптированный сценарий» за фильм «Наши танцующие дочери» (1928).

## Биография
Джозефина Шоу родилась 21 октября 1877 года в Сан-Франциско (штат Калифорния, США).
В период своей 19-летней карьеры, длившейся с 1916 по 1935 годы, Ловетт (сценический псевдоним Шоу) написала сценарий к 33-м фильмам и снялась в одном. В 1930 году Ловетт была номинирована на «Оскар» в номинации «Лучший адаптированный сценарий» за фильм «Наши танцующие дочери» (1928), но её обошёл немецкий сценарист Ханс Крели, получивший награду за фильм «Патриот».
Ловетт была замужем за режиссёром, продюсером и актёром Джоном Стюартом Робертсон (1878—1964), к фильмам которого она часто писала сценарии.
Ловетт скончалась 17 сентября 1958 года в Ранчо Санта-Фе (штат Калифорния, США) в 80-летнем возрасте, через 23 года после окончания своей карьеры.

## Избранная фильмография

### Сценаристка
- 1928 — «Наши танцующие дочери» / Our Dancing Daughters

### Актриса
| Год  |   | Русское название | Оригинальное название | Роль         |
| ---- | - | ---------------- | --------------------- | ------------ |
| 1916 | ф | 99               | The Ninety and Nine   | Рэйчел Блейк |